# Національний історичний музей Вірменії
Національний історичний музей Вірменії (вірм. Հայաստանի Պատմության Թանգարան, раніше Державний історичний музей Вірменії) — головний історичний музей Вірменії, розташований у місті Єревані. Музей був заснований в 1921 році разом з Картинною галереєю Вірменії, з якою ділить загальну будівлю музейного комплексу, розташовану на площі Республіки. Національний історичний музей займає нижні два поверхи комплексу.
Експозиція музею розділена на кілька відділів: археологічний, етнографічний, відділ нумізматики, відділ історичної архітектури, і відділ нової та новітньої історії Вірменії. У музеї представлені предмети матеріальної культури, виявлені на території Вірменії, що відносяться до періодів, починаючи з кам'яної доби до кінця XIX століття.